# نيكي كاي
نيكولا لورا كاي (بالإنجليزية: Nicola Laura Kaye)‏ (11 فبراير 1980 – 23 نوفمبر 2024) هي سياسية نيوزلندية من الحزب الوطني النيوزلندي ولدت في يوم 11 فبراير 1980 في مدينة أوكلاند. أنتخبت كعضوة في البرلمان في سنة 2007. في سنة 2013 تولت منصب وزيرة الدفاع المدني والشباب وفي سنة 2017 تولت منصب وزيرة التعليم.